# Drosophila unispina
Drosophila unispina är en tvåvingeart som beskrevs av Toyohi Okada 1956. Drosophila unispina ingår i släktet Drosophila och familjen daggflugor.
Artens utbredningsområde är Japan och Koreahalvön.